# 오구라 다케노스케
오구라 다케노스케(일본어: 小倉 武之助, 1870년 9월 7일~1964년 12월 26일)는 일제강점기 조선에서 활동한 일본의 사업가이자, 미술품 수집가이다.
그가 한국에서 가져간 문화재들은 1,100여점으로 추정된다.

## 주요 문화재

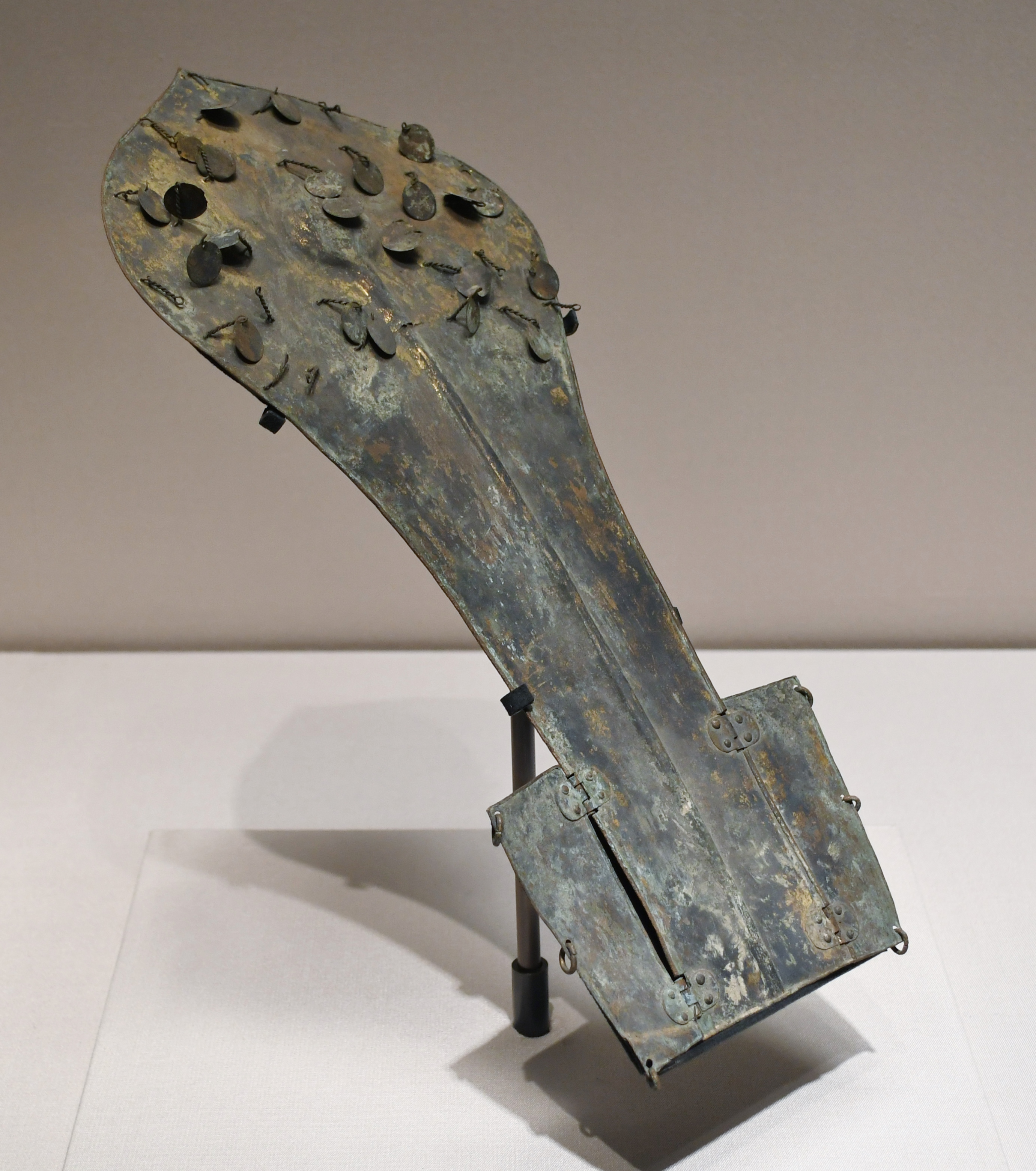
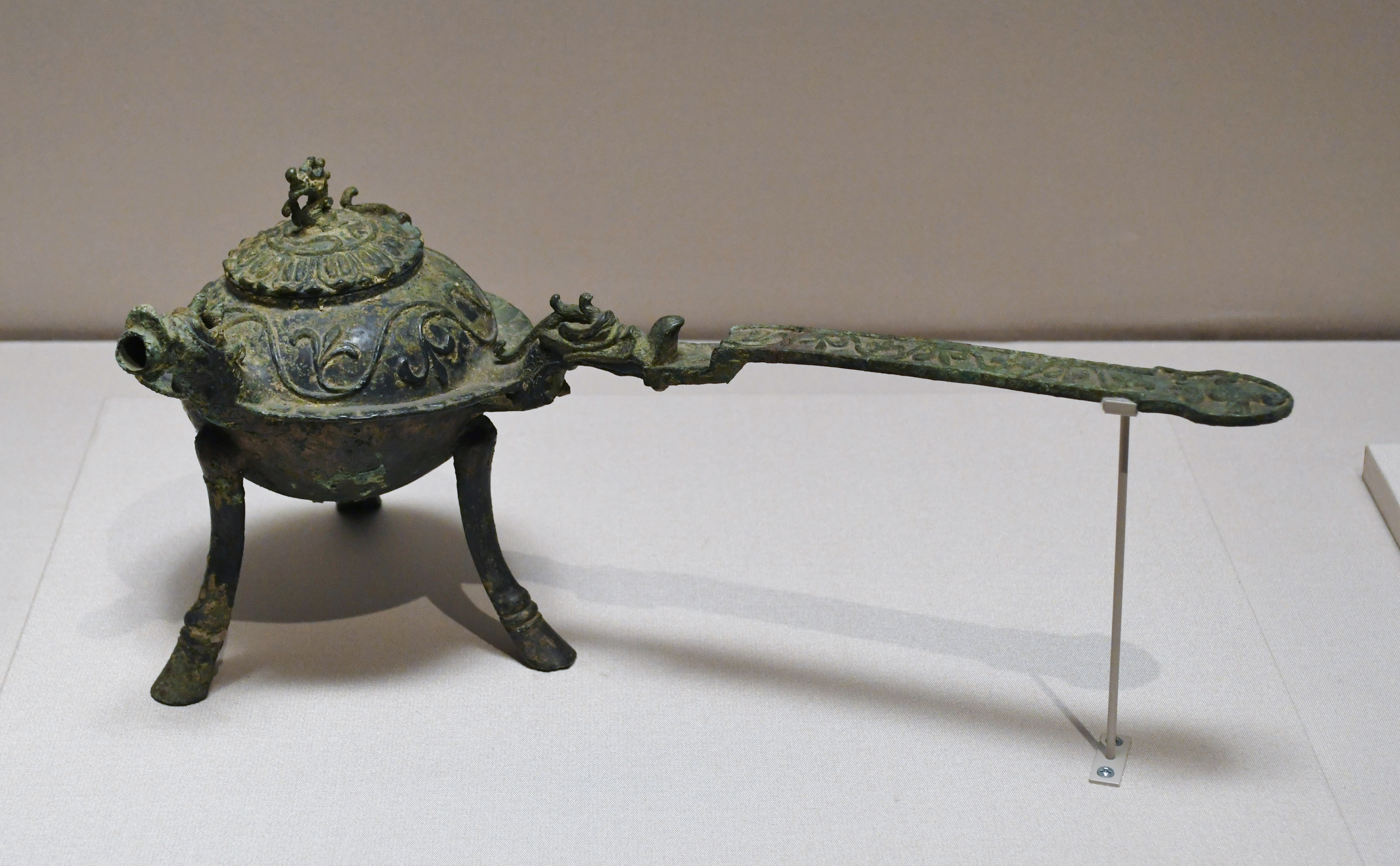

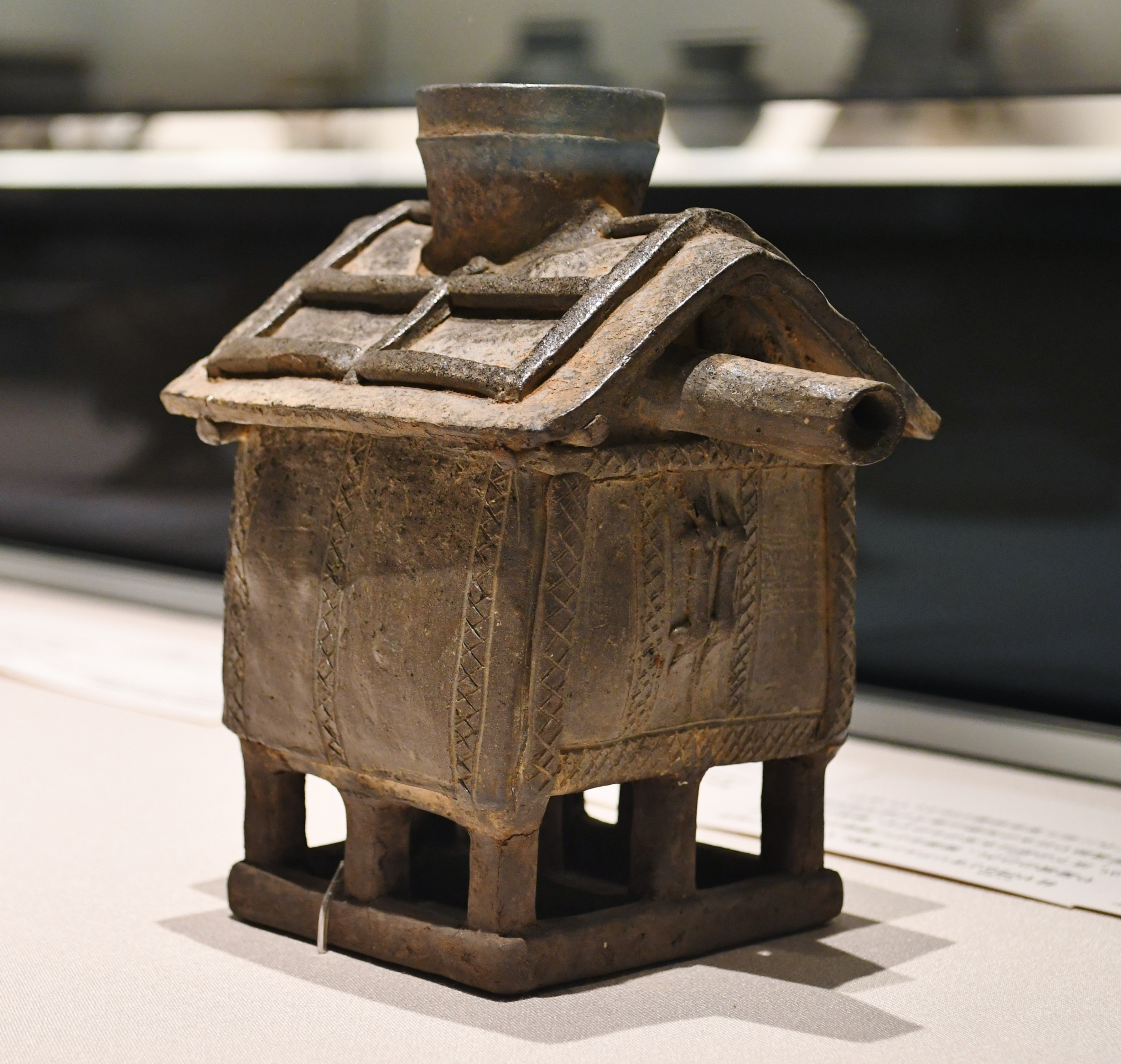